# بطريركية القسطنطينية المسكونية
بطريركية القسطنطينية الأرثوذكسية المسكونية (باليونانية: Οἰκουμενικὸν Πατριαρχεῖον Κωνσταντινουπόλεως؛ بالتركية: İstanbul Rum Ortodoks Patrikhanesi) هي بطريركية تتبع الأرثوذكسية الشرقية، ومقرها إسطنبول في تركيا حالياً. يحمل بطريركها لقب البطريرك المسكوني، وهو الزعيم الروحي لـ300 مليون مسيحي أرثوذكسي حول العالم. وتفرض الحكومة التركية على من يُنتخب لمثل هذا المنصب أن يكون حاملاً للجنسية التركية.
في عام 330 قام الإمبراطور قسطنطين بنقل العاصمة من روما إلى القسطنطينية، وأضحت البطريركية مركز المسيحية الشرقية، وبالتالي لعبت دوراً هاماً وأساسياً في تاريخ المسيحية وتركت أثراً كبيراً على الحضارة المسيحية الأرثوذكسية.
تقلصت البطريركية بعد احتلال القسطنطينية على يد المسلمين وعقب عملية التبادل السكاني لليونانيين الأرثوذكس في بداية القرن العشرين وبوغروم إسطنبول عام 1955. ويتبع لها اليوم تركيا وبعض جزر بحر إيجة، والأبرشيات اليونانية في المهجر، وجبل آثوس (حيث يوجد عشرون ديراً رهبانياً، منها سبعة عشر ديراً يونانياً، ودير للصرب وآخر للبلغار وثالث للروس) وعدد الرهبان 2,250 راهب. ويبلغ عدد رعايا بطريركية القسطنطينية مجتمعة نحو ثلاثة ملايين.

## قضايا حالية
ترفض الحكومة التركية الاعتراف بالطابع المسكوني للبطريركية القسطنطينية، وتعتبر البطريرك المسكوني رئيسًا لطائفة الروم الأرثوذكس في تركيا فقط، وتشكل أيضاً قضية إقفال معهد خالكي في العام 1971، وعدم السماح للبطريركية بإعادة فتحه إحدى القضايا الخلافية.

## ديموغرافيا وانتشار

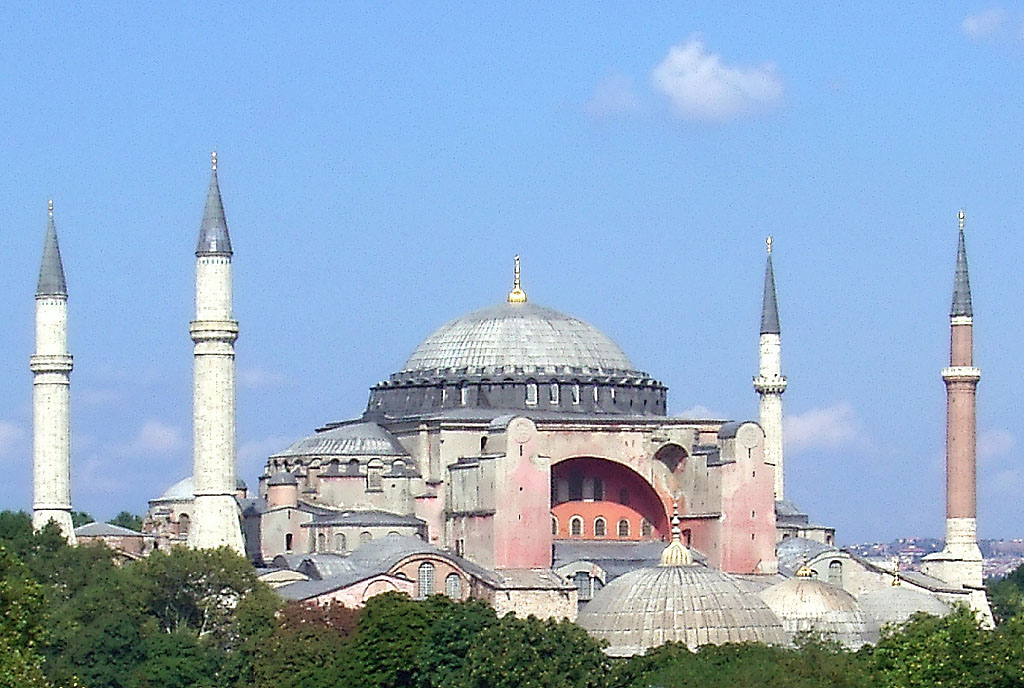
مسجد آيا صوفيا والذي كان فيما مضى بطريركية القسطنطينية.

يتوزع غالبية أتباع بطريركية القسطنطينية المسكونية في إسطنبول، مع وجود عدد قليل في أزمير، على ساحل بحر إيجه، وأنقرة وطرابزون. وفي إسطنبول يقطن معظم أتباع البطريركية في منطقـة حي الفنار حيث مركز البطريركية، وفي غلطة المطلة على الخليج، وفي باي أوغلو المحاذيـة لها وفي جزر الأمراء، وبورغاز وبويوك أضه وهيبلي السياحية الأرستقراطية، فضلاً عن وجود بضعة آلاف في جزر تركيا مقابل الجزر اليونانية، مثل تشاناق قاله وغوكجيه أضة وبوزجا أضة.
وما زال أتباع بطريركية القسطنطينية المسكونية من اليونانيين يقومون بدور مهم في الحركة التجارية في إسطنبول رغم تضاؤل أعدادهم في السنوات الأخيرة. كما أن وطأة ضريبة الثروات لم تحل دون دور مركزي لليونانيين الأتراك في الاقتصاد التركي. لقد كانت لهم اليد الطولى منذ الأربعينات في صناعات القماش والكاوتشوك والجوارب والحرير والمظلات والجزمات والدباغة. وكان اليونانيون الأرثوذكس رواداً لصناعة السيارات والكيميائيات والصيدلة وفي قطاع الإعلان وفي الألبسة الجاهزة. وما زال هذا الدور مستمراً حتى الآن.

## وصلات خارجية
- موقع بطريركية القسطنطينية